# Константин Кацаров (певец)
Константин Кацаров е български рок певец, вокалист и основател на пловдивската рок група Ренегат.

## Биография
Роден е на 29 юни 1970 г. През 1999 г. заедно с Тони Караатанасов и Стойо Попов основават Ренегат. Първият голям хит на групата е песента „Сам“. Така се казва и дебютният им албум от 2001 г. През 2002 г. групата изнася първия си концерт, който е в НДК. На следващата година излиза и вторият им албум, озаглавен „Леден свят“. Заснети са клипове към заглавната песен и „Всичко свърши“. През декември 2004 г. завършват записите по алума „Рокофобия“. Песента „Руска рулетка“ става начална мелодия на предаването по БНТ със същото име. Ренегат изнасят и съвместен концерт с Ахат, Сигнал, БГ Рок и Атлантик в зала „Христо Ботев“. През 2004 Кацаров издава и първия си роман – „Леден свят“.
През 2005 написва втория си роман, озаглавен „Дрибъл“, а през 2006 издава и „Мутра“ – първият български аудиороман. Междувременно Ренегат изнасят няколко концерта в Сърбия и издават албума „Инсомия“. Групата тръгна на национално турне, в което участват много гост-изпълнители. В средата на 2008 Ренегат записва кавър-албума „Не умирай“, съдържащ български рок хитове в нов аранжимент. В него са включени песни на Импулс, Щурците, Сигнал, Фактор и др. Същата година Кацаров, в съавторство с Надежда Йорданова, написва романа „Какавида“. Двамата автори се познават само по интернет.
През 2012 година Ренегат издават поредния си албум – „Ренегат“.
През 2013 г.година групата записва и подготвя за издаване албума „ТИМ 2013“, съдържащ нови версии на най-добрите им песни от предишни албуми. Кацаров пише и издава следващата си книга, носеща заглавието „Пепел“. Освен това участва и в шоуто Гласът на България. Усилено работи по новия си проект „Аз, лъжецът“ написан в съавторство с напълно непознати автори през Фейсбук, от които той се спира финално на 3-ма. Започва работа и по романа „Паралел“.
През 2014 г. Издава книгата „Паралел“ в която се смесват еротика, трилър, фентъзи елементи и екшън.

## Дискография

### СРенегат
- Сам – 2001
- Леден свят – 2003
- Ренегат live – 2003
- Рокофобия – 2004
- Инсомния – 2007
- Не умирай – 2008
- Ренегат 2012 – 2012
- ТИМ – 2014

### Като гост изпълнител
- Силвия Кацарова – Огън от любов/Златни дуети – 2014 (записват песента „Стария Куфар“)

## Книги
- Леден свят – 2004
- Дрибъл – 2005
- Мутра – 2006
- Какавида – 2008
- Пепел – 2013
- Паралел – 2014